# Cristian Medina
Cristian Medina, né le 1er juin 2002 à Moreno en Argentine, est un footballeur argentin qui évolue au poste de milieu offensif au Estudiantes LP.

## Biographie

### Boca Juniors
Né à Moreno en Argentine, Cristian Medina est formé par l'un des clubs les plus prestigieux d'Argentine, Boca Juniors. Dès ses 16 ans il est reconnu comme étant un des grands espoirs du club.
Il est sacré Champion d'Argentine en 2022,.

### En sélection
Avec les moins de 17 ans, il participe au championnat sud-américain moins de 17 ans en 2019. Lors de cette compétition organisée au Pérou, il joue sept matchs. Il se met en évidence en inscrivant un but contre le Paraguay. L'Argentine remporte le tournoi avec un bilan de cinq victoires, deux nuls et deux défaites.
Quelques mois plus tard, il dispute la Coupe du monde des moins de 17 ans organisée au Brésil. Lors du mondial junior, il joue trois matchs. L'Argentine s'incline en huitièmes de finale face au Paraguay.

## Palmarès
Argentine -17 ans
- Vainqueur du championnat de la CONMEBOL des moins de 17 ans
  - 2019.

 Boca Juniors
- Championnat d'Argentine
  - Champion : 2022.
- Copa Libertadores
  - Finaliste : 2023
- Coupe d'Argentine
  - Vainqueur : 2021
- Coupe de la Ligue d'Argentine
  - Vainqueur : 2022
- Supercoupe d'Argentine
  - Vainqueur : 2022